# Euprymna berryi
Euprymna berryi är en bläckfiskart som beskrevs av Sasaki 1929. Euprymna berryi ingår i släktet Euprymna och familjen Sepiolidae. IUCN kategoriserar arten globalt som otillräckligt studerad. Inga underarter finns listade i Catalogue of Life.

## Bildgalleri

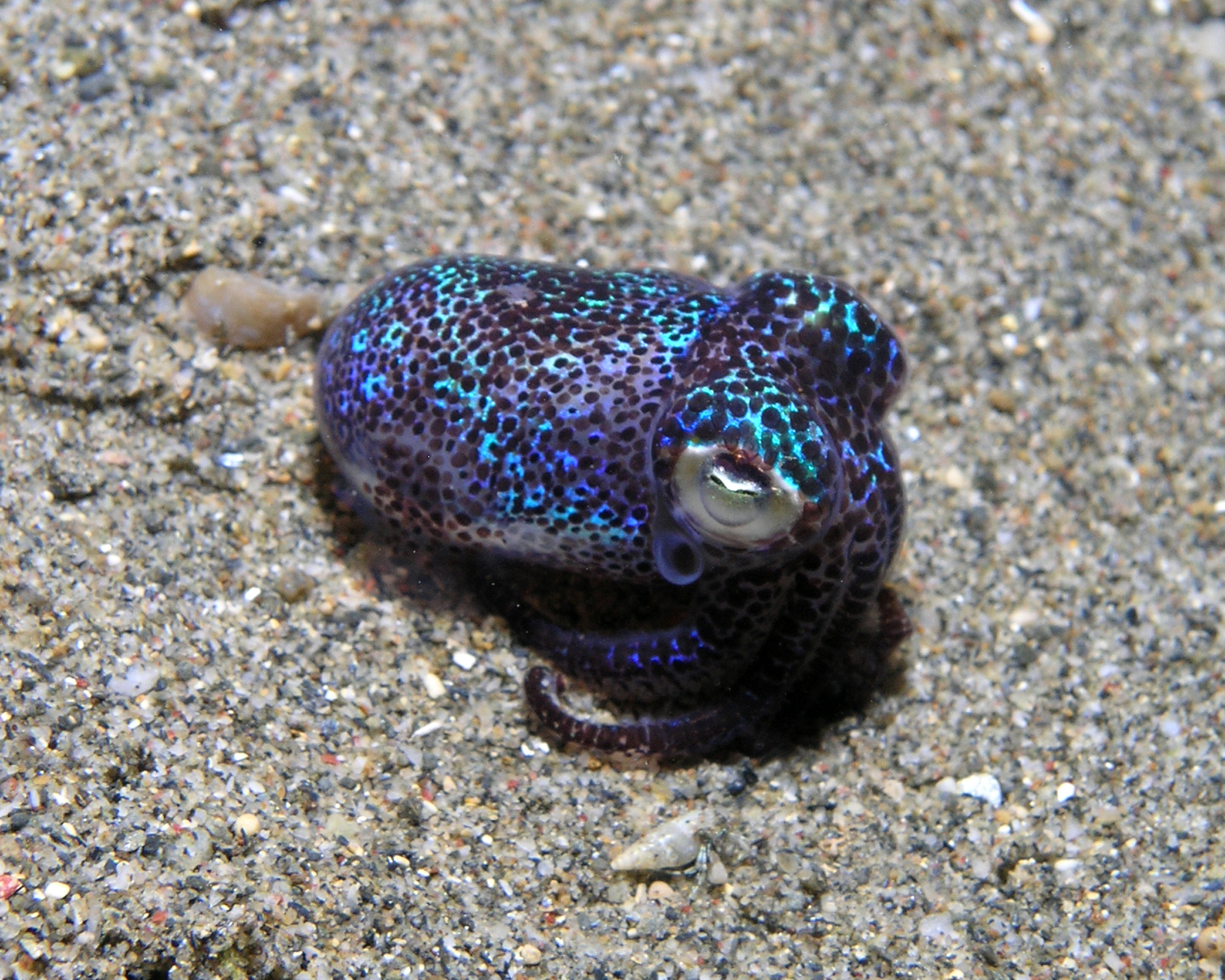
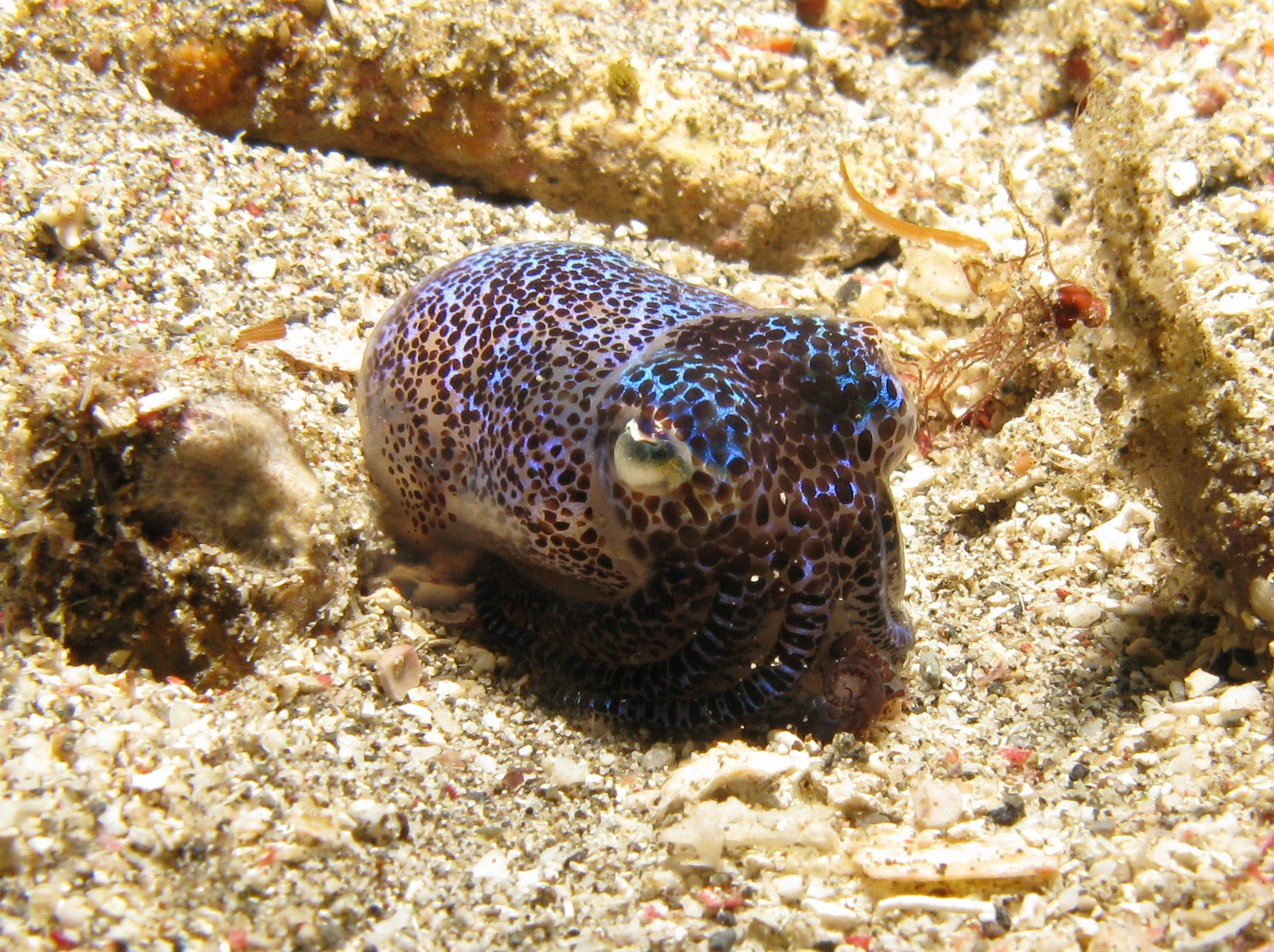